# May the Music Never End
May the Music Never End — студийный альбом американской певицы и пианистки Ширли Хорн, выпущенный 24 июня 2003 года на лейбле Verve Records. Последняя студийная работа исполнительницы. Из-за проблем со здоровьем Хорн не могла больше играть на фортепиано, поэтому аккомпанировать ей были приглашены Ахмад Джамал и Джордж Мештерхази.
На 46-й церемонии премии «Грэмми» он был номинирован как лучший джазовый вокальный альбом.

## Список композиций
| №                   | Название                  | Автор(ы)                               | Длительность |
| ------------------- | ------------------------- | -------------------------------------- | ------------ |
| 1.                  | «Forget Me»               | Валери Паркс Браун                     | 3:30         |
| 2.                  | «If You Go Away»          | Жак Брель, Род Макьюэн                 | 4:49         |
| 3.                  | «Yesterday»               | Джон Леннон, Пол Маккартни             | 4:14         |
| 4.                  | «Take Love Easy»          | Дюк Эллингтон, Джон Латуш              | 5:12         |
| 5.                  | «Never Let Me Go»         | Рэй Эванс, Джей Ливингстон             | 5:17         |
| 6.                  | «Watch What Happens»      | Норман Гимбел, Мишель Легран           | 3:29         |
| 7.                  | «Ill Wind»                | Гарольд Арлен, Тед Колер               | 7:09         |
| 8.                  | «Maybe September»         | Рэй Эванс, Джей Ливингстон, Перси Фейт | 7:10         |
| 9.                  | «Everything Must Change»  | Бернард Игнер                          | 5:01         |
| 10.                 | «This Is All I Ask»       | Гордон Дженкинс                        | 6:43         |
| 11.                 | «May the Music Never End» | Арти Батлер, Норман Мартин             | 5:07         |
| Общая длительность: | Общая длительность:       | Общая длительность:                    | 57:26        |

## Участники записи
- Ширли Хорн — вокал
- Рой Харгроув — флюгельгорн (4, 7)
- Эд Говард — контрабас
- Джордж Мештерхази — фортепиано (1—7, 9)
- Ахмад Джамал — фортепиано (8, 10)
- Стив Уильямс[англ.] — ударные

## Чарты
| Чарт (2003)                                 | Высшая позиция |
| ------------------------------------------- | -------------- |
| США (Billboard Top Jazz Albums)             | 22             |
| США (Billboard Top Traditional Jazz Albums) | 10             |